# Bibliothèque bleue

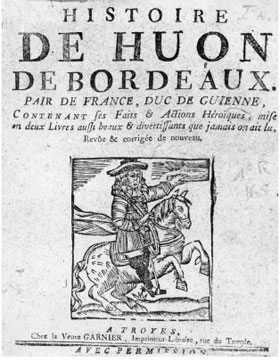
La historia de Huon de Bordeaux impreso en Troyes por la viuda Oudot (Anne Hussard) hacia 1720.

Bibliothèque bleue (en español: biblioteca azul) es un término empleado para referirse a la literatura popular francesa entre el siglo XVII y el siglo XIX. Durante más de dos siglos se imprimió en Troyes (en la biblioteca de Nicolas Oudot). La impresión era de mala calidad y la cubierta estaba hecha con papel azul. Era una literatura destinada a los pobres y era vendida por buhoneros (vendedores) ambulantes. 
Algunos historiadores creen que fue la principal fuente de la cultura de masas, mientras que otros, como Carlo Ginzburg, insisten en la ignorancia de los lectores a la hora de comprender el texto e insiste en que era más importante la cultura oral. Los analfabetos lo usaban para apreciar las ilustraciones que no lograban relacionar con el texto, aunque este podían oírlo en sesiones de lectura colectiva.
También solían tener almanaques, predicciones astrológicas, consejos de todo tipo, poesías, romances, etc. Charles Perrault se inspiró en algunos de estos panfletos para escribir sus historias.[cita requerida]

## Historia
Las primeras producciones de este tipo datan del siglo XVII. Fue Jean Oudot, librero de Troyes, el que comenzó a publicar este tipo de publicación. Uno de los más antiguos volúmenes de Oudot es Roman du vaillant Chevalier Ogier le Danois gui fui un des douze pairs de France, lequel avec le secours du roy Charlemagne chassa les Païens hors de Rome et remit le Pape en son trône. Troyes, Oudot. in-8°. En enero de 1665, el hijo de Jean Nicolas Oudot, que se casó con la hija de un librero en París, se instaló en la Rue de la Harpe.